# Højby Kirke (Odsherred Kommune)
 For alternative betydninger, se Højby Kirke. (Se også artikler, som begynder med Højby Kirke)
Højby kirke er bygget ca. 1130 – 1160, som en romansk stenkirke med kirkeskib og kor.
Omkring 1350 – 1380 udskiftes kirkes træloft med murede hvælvinger, og umiddelbart efter, omkring 1380 – 1390 males kirkes kalkmalerier.

## Galleri
- Kalkmaleri i koret
- Kalkmaleri med drage

## Eksterne kilder og henvisninger
- Wikimedia Commons har flere filer relateret til Højby Kirke (Odsherred Kommune)
- Højby Kirke i bogværket Danmarks Kirker (udg. af Nationalmuseet)
- Højby Kirke Arkiveret 31. januar 2011 hos  Wayback Machine hos nordenskirker.dk
- Højby Kirke hos KortTilKirken.dk